# Cantonul Virieu
Cantonul Virieu este un canton din arondismentul La Tour-du-Pin, departamentul Isère, regiunea Rhône-Alpes, Franța.

## Comune
- Bilieu
- Blandin
- Charavines
- Chassignieu
- Chélieu
- Doissin
- Montrevel
- Oyeu
- Panissage
- Le Passage
- Le Pin
- Saint-Ondras
- Valencogne
- Virieu (reședință)